# Sarcophaga sayersi
Sarcophaga sayersi är en tvåvingeart som beskrevs av Salem 1946. Sarcophaga sayersi ingår i släktet Sarcophaga och familjen köttflugor. Inga underarter finns listade i Catalogue of Life.